# 听说你喜欢我
《聽説你喜歡我》（英語：Love Heals）是根據紅袖添香作家吉祥夜同名小说改編，由耀客傳媒、火花傳媒出品，彭冠英、王楚然领衔主演的當代都市愛情劇。劇集於2023年2月10日在騰訊視頻首播，於2023年3月12日在浙江衛視播出。台灣OTT由LiTV 線上影視全劇上架。

## 演员列表
| 演員   | 角色   | 介紹 |
| 彭冠英 | 寧至謙 | 北雅醫院神經外科醫生，阮流箏的大學師兄/老师，也是她的前夫。平常负责教导他们学习，因为阮流筝胆子非常小，宁至谦为了让她克服恐惧，可以说是“无所不用其极”。智商高情商低的直男。有梦想有追求，专业技术过硬，工作认真负责，有上进心有担当的好医生；在生活中是一个有爱心却不善于表达和处理人际关系的智商高情商低的直男。宁想的养父。寧至謙之后在非洲达亚时被手榴弹炸伤，昏迷不醒。在治疗一个月之后就苏醒过来,但是丧失了部分记忆,也不记得阮流筝是谁。 |
| 王楚然 | 阮流箏 | 西城醫院神經外科醫生，被借調到北雅醫院。寧至謙的前妻/师妹。聪明、勇敢、独立的女人，她为了追求自己的梦想，不怕困难、不怕挑战，在医学领域取得了优异的成绩。她和宁至谦是恩爱夫妻，但因为误会离婚了。 七年后，他们再次相遇，在工作和生活中产生了新的火花。宁想称呼为流箏妈妈。 |
| 啜妮   | 丁意媛 | 北雅醫院副院長的女兒，北雅醫院神經外科醫生，傾慕寧至謙。不过，她并非传统意义上那种十指不沾阳春水的大小姐，反而是一个医术高超、博学多识的职场女性。而且丁意媛人设也挺可爱的，医术精湛刀子嘴豆腐心性格直爽，还帮阮流筝打架，后来她和程舟宇不吵不相识走到一起了。 |
| 劉芮麟 | 程舟宇 | 北雅醫院神經外科醫生，寧至謙的大學同學兼好朋友。表面上总是给人一种玩世不恭、油嘴滑舌的样子，实际上积极上进、重情重义。程舟宇因对阮流筝一见钟情，便多年未娶。但念在阮流筝喜欢宁至谦，便始终没有戳破。和丁意媛不吵不相识走到一起，结婚。 |
| 毛林林 | 譚雅   | 北雅醫院神經外科護士長，阮流箏的大學同學兼閨蜜。她为人热情开朗，为朋友两肋插刀，在艺术系的那群女生，污蔑阮流筝是小三时，她毫不犹豫的上去干架，身为朋友真的是没话说。毕业后，她被北雅医院录取，在工作的过程中，她遇到了江成，江成是病人家属，被谭雅的和善、认真所吸引，于是对她展开了追求，两个婚后育有一个女儿。后因江成出轨离婚。 |
| 李子峯 | 薛煒霖 | 律師，爸爸和阮流箏的爸爸是好友，對阮流箏情有獨鍾。因此，薛纬霖便成为了宁至谦的最大的情敌。再加上薛纬霖帅气多金、温柔体贴，还会哄人，一下子就加重了宁至谦的危机感。于是，薛纬霖便借着情敌的身份，助攻宁至谦和阮流筝。虽然薛纬霖最终情场失意，但是他的事业却蒸蒸日上，也算有舍有得。 |
| 朱儁麟 | 阮朗   | 阮流箏的弟弟，很喜歡寧至謙這個前姐夫。喜欢谭雅。谭雅的出现，却让阮朗重获新生。在爱情的魔力下，阮朗及时醒悟，开始奋发图强。最终，阮朗在追求谭雅的过程中，明白了爱的真谛，结局令人惊喜。 |
| 凌晨   | 宁想   | 大概六个月大时，因为得了脑瘤被亲生妈妈遗弃在医院走廊。被好心的寧至謙医治后收养并养了六年。后来跟亲生妈妈在一起。 |
| 廖語辰 | 娟子   | 寧想的親生媽媽。 |
| 杜雨宸 | 董苗苗 | 寧至謙大學時的女友。兩人聚少離多，且寧至謙忙於工作又不懂得浪漫，董苗苗去法國留學時愛上策展人，最終退回訂婚戒指，與寧至謙分手。 |
| 陳震   | 蕭二   | 寧至謙從小一起長大的好朋友，寧想的二大爺。因與寧至謙感情似親生兄弟，稱呼其為二哥，更是劇中兩人愛情最佳助攻。 |